# Гералт од Ривије
Гералт од Ривије (пољ. Geralt z Rivii) је измишљени лик и главни јунак саге Вештац. Појављује се у сва три дела видео-игре и у романима епске фантастике аутора Анджеја Сапковског.